# 野本吉兵衛

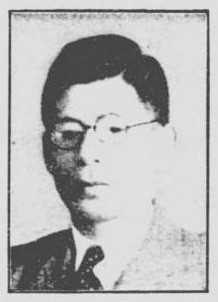
野本吉兵衛

7代 野本 吉兵衛（のもと きちべえ、1898年〈明治31年〉6月13日 - 1984年〈昭和59年〉3月19日）は、日本の政治家。衆議院議員（1期）、八幡浜市長。幼名・定敏。

## 経歴
愛媛県西宇和郡八幡浜町須賀之町（現八幡浜市）で、商家・6代野本吉兵衛定一の長男として生まれ、のち7代吉兵衛を襲名した。
1922年高千穂高等商業学校(現・高千穂大学)卒。東京土地住宅(株)勤務のあと、帰郷し家業に従事し、八幡浜町議、同市助役、同市長、愛媛県方面委員、市翼賛壮年団長、予州銀行監査役、理研木材工業(株)社長となる。
1942年の第21回衆議院議員総選挙では愛媛3区(当時)から翼賛政治体制協議会の推薦を受けて当選する。戦後は日本進歩党に入ったが、推薦議員のため公職追放となった。1951年追放解除。追放解除後の1955年、八幡浜市長に返り咲いた。市長は2期務めた。1984年死去。